# 红腺蛇根草
红腺蛇根草（学名：Ophiorrhiza rufopunctata）为茜草科蛇根草属的植物，是中国的特有植物。分布在中国大陆的四川等地，生长于海拔900米至1,400米的地区，多生长于林下湿处，目前尚未由人工引种栽培。